# Rombidodecadodecaedro
En geometría, el rombidodecadodecaedro es un poliedro uniforme estrellado, indexado como U38. Tiene 54 caras (30 cuadrados, 12 pentágonos y 12 pentagramas), 120 aristas y 60 vértices. Le corresponde el símbolo de Schläfli t0,2{5⁄2,5}, y según la construcción de Wythoff también puede ser denominado gran dodecaedro canteado.

## Coordenadas cartesianas
Las coordenadas cartesianas de los vértices de un gran rombicosidodecaedro uniforme son todas las permutaciones pares de:
(±1/τ2, 0, ±τ2)
(±1, ±1, ±√5)
(±2, ±1/τ, ±τ)
donde τ = (1+√5)/2 es número áureo (a veces escrito φ).

## Poliedros relacionados
Comparte su disposición de vértices con el compuesto uniforme de 10 o de 20 prismas triangulares. Además, comparte sus aristas con el icosidodecadodecaedro (que tiene en común las caras pentagonales y pentagrámicas) y con el rombicosaedro (que tiene en común las caras cuadradas).
| Envolvente convexa | Rombidodecadodecaedro                  | Icosidodecadodecaedro                    |
| Rombicosaedro      | Compuesto de diez prismas triangulares | Compuesto de veinte prismas triangulares |

### Mediano hexecontaedro deltoidal
El mediano hexecontaedro deltoidal (o mediano ditriacontaedro lanceal) es un poliedro no convexo isoedral. Es el dual del rombidodecadodecaedro, y posee 60 caras cuadriláteras que se cruzan entre sí.